# Heribert z Kolína
Svatý Heribert z Kolína (970 – 16. března 1021), známý také jako svatý Heribert byl německý prelát a arcibiskup. Roku 1075 byl svatořečen.

## Životopis
Narodil se kolem roku 970 ve Wormsu jako syn hraběte Huga z Wormsu a jeho manželky Tietwidy. Vzdělání získal v místní katedrální škole a v benediktinském opatství ve francouzské obci Gorze. Původně se chtěl stát benediktinským mnichem, ale jeho otec s touto myšlenkou nesouhlasil. Roku 994 byl tehdejším wormským biskupem Hildeboldem vysvěcen na kněze. Císař Svaté říše římské Ota III. ho roku 994 jmenoval italským kancléřem a v roce 998 německým kancléřem. Tuto funkci zastával až do smrti Oty III. V italském Beneventu přijal dne 9. července roku 999 od nového papeže Sylvestra II. investituru a pallium a o následujících Vánocích byl v Kolíně nad Rýnem v arcibiskupské katedrále vysvěcen na biskupa.

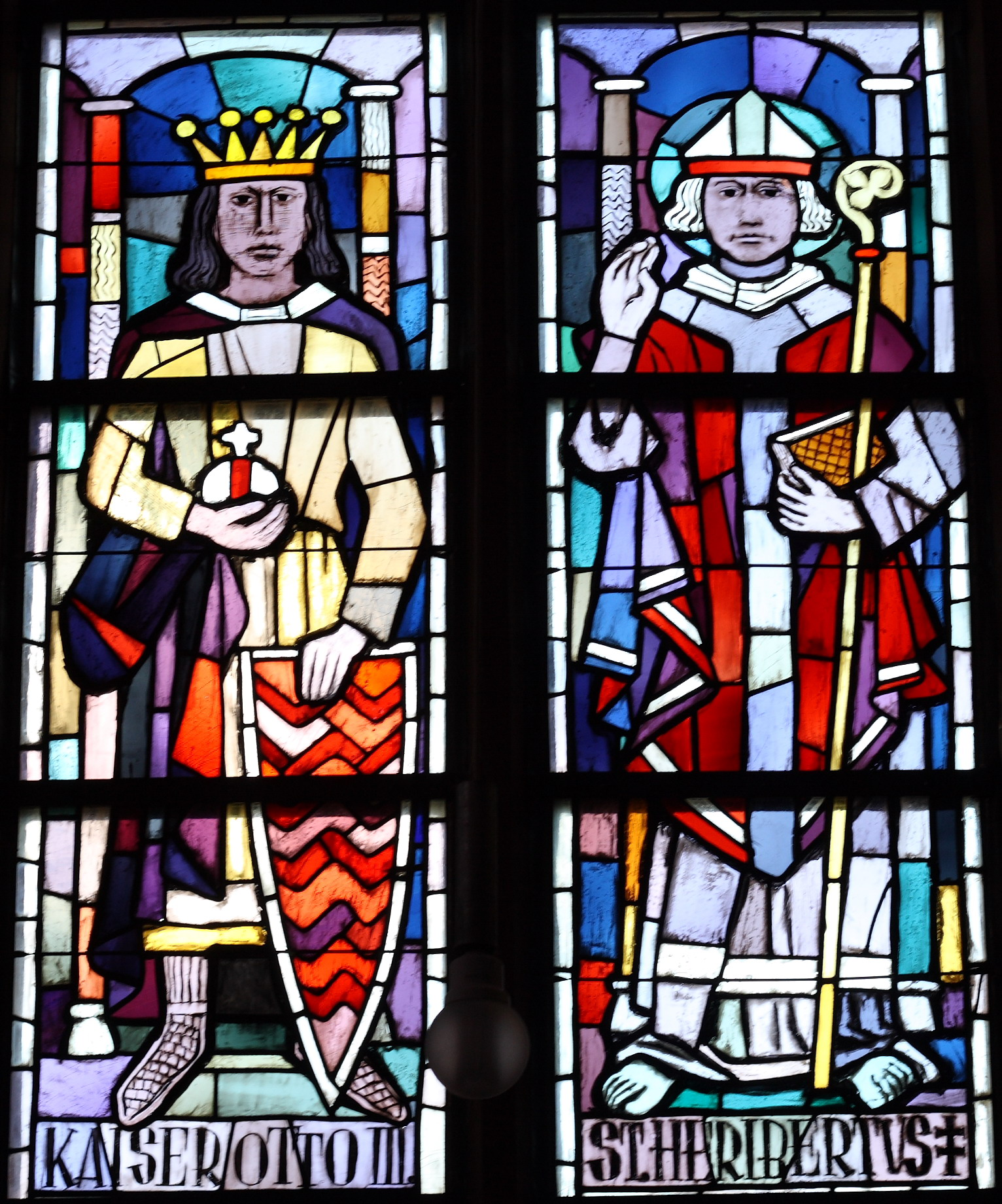
Ota III. a sv. Heribert (vpravo) na vitráži

Po smrti Oty III., roku 1002, se císařem Svaté říše římské stal Jindřich II. (1002–1004), s kterým si Heribert z Kolína příliš nesedl. Při návratu do své vlasti byl viděn s ostatky a insigniemi Oty III. a na příkaz Jindřicha II. byl zajat. U císaře působil  jako poradce. Zpočátku císaři odporoval, ale později se jejich vztahy zlepšili a Jindřich II. si začal vážit jeho schopností. 
V roce 1003 nechal založil klášter Deutz. Během svého života často posílal prostřednictvím kněží almužny chudým. 
Zemřel dne 16. března roku 1021 ve své arcidiecézi.

## Úcta

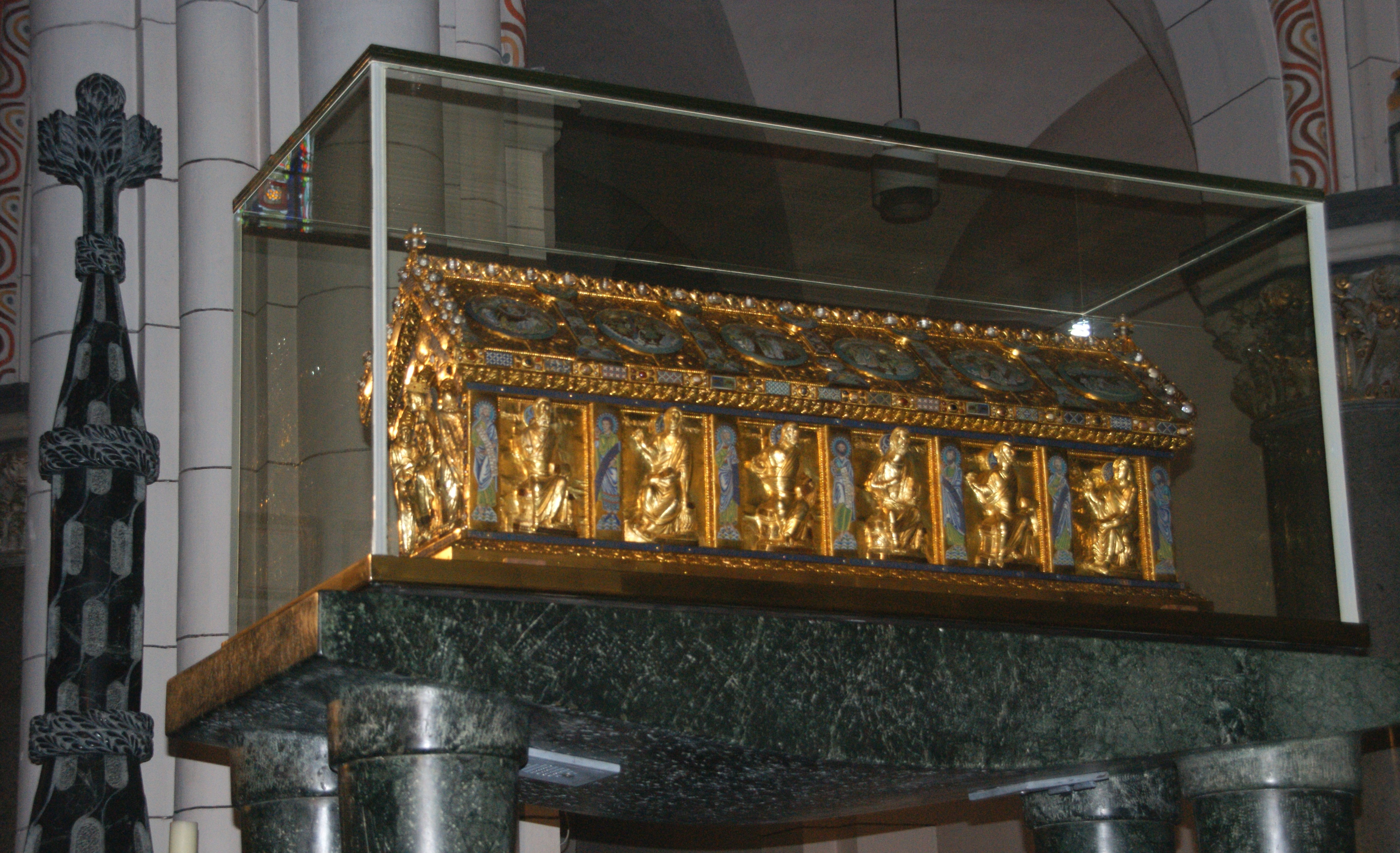
Hrobka sv. Heriberta

Kolem roku 1075 byl kanonizován. Mezi jeho údajné zázraky patřilo ukončení sucha. Jeho ostatky byly uchovávány v klášterním kostele v Deutzu ve zlaté schránce, která je nyní uložena ve farním kostele Neu-St. Heribert v Kolíně nad Rýnem. Jeho památka se slaví v den jeho úmrtí, tj. 16. března.